# Jack Holiday
Pour les articles homonymes, voir Holiday.
Jack Holiday, de son vrai nom Christian Korcan, né le 11 mars 1982 à Zurich, est un DJ suisse. Il joue essentiellement de la house.

## Biographie
Contrairement à Mike Candys, son ami et partenaire de production, Jack Holiday n’a jamais sorti de single avant la reprise du tube de Faithless, Insomnia. Ce remix est entré dans le top 10 des charts français et des pays du Benelux. Il a atteint plusieurs premières positions dans plusieurs charts DJ de téléchargement du monde entier. S’ensuivent ensuite quelques singles tels que Raise Your Hands (7 semaines no 1 des charts Dance) ou encore Love For You (8 semaines dans le top 40 des charts Dance français).

## Discographie
| Année | Single                                                     | Meilleure position | Meilleure position | Meilleure position  | Meilleure position | Meilleure position | Meilleure position | Meilleure position | Meilleure position | Certifications | Album |
| Année | Single                                                     | Autriche           | Belgique (Flandre) | Belgique (Wallonie) | Danemark           | France             | Allemagne          | Pays-Bas           | Suisse             | Certifications | Album |
| ----- | ---------------------------------------------------------- | ------------------ | ------------------ | ------------------- | ------------------ | ------------------ | ------------------ | ------------------ | ------------------ | -------------- | ----- |
| 2010  | Insomnia (Jack Holiday et Mike Candys)                     | —                  | 9                  | 16                  | 2                  | 15                 | 44                 | 30                 | 34                 |                |       |
| 2012  | Children 2012 (Jack Holiday et Mike Candys)                | —                  | —                  | —                   | —                  | 95                 | —                  | —                  | —                  |                |       |
| 2012  | Back In Miami (Jack Holiday feat Jasmin Paan & Big Reggie) | —                  | —                  | —                   | —                  | —                  | —                  | —                  | —                  |                |       |
| 2012  | The Riddle Anthem (Jack Holiday & Mike Candys)             | —                  | —                  | —                   | —                  | —                  | —                  | —                  | 26                 |                |       |
| 2018  | The Riddle Anthem (Rework) (Jack Holiday & Mike Candys)    | —                  | —                  | —                   | —                  | —                  | —                  | —                  | 88                 |                |       |

- 2009 : Show Me Love (feat Mike Candys)
- 2009 : Insomnia (feat Mike Candys)
- 2010 : La Serenissima (feat Mike Candys)
- 2010 : Push The Feeling On (feat Mike Candys)
- 2010 : Night Is Young
- 2010 : Raison Your Hands (feat Robby Rob)
- 2010 : Love For You
- 2011 : Are You Ready ?
- 2011 : Missing You (feat Allison)
- 2012 : Children (feat Mike Candys)
- 2012 : Back In Miami (feat Jasmin Paan & Big Reggie)
- 2012 : The Riddle Anthem (feat Mike Candys)
- 2013 : Feel It (feat. B-Case & Nico Santos)
- 2014 : Popcorn [Remix] (feat Mike Candys)
- 2014 : Dance For Your Life (feat Djerem)
- 2015 : Jupiter (feat Mike Candys)
- 2018 : The Riddle Anthem (Rework) (feat Mike Candys)